# Sicherheitshafen (Düsseldorf)

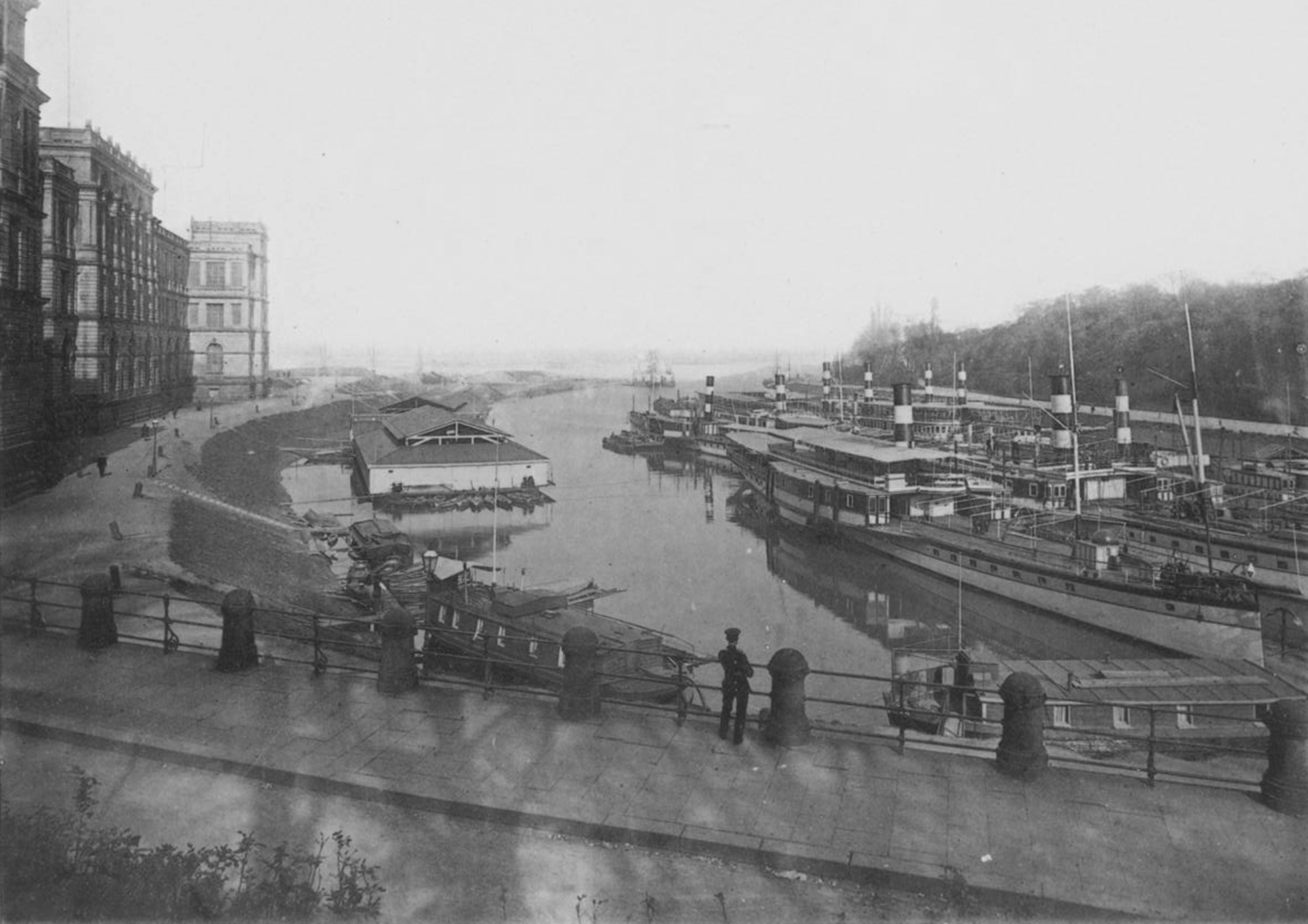
Sicherheitshafen, Foto 1897

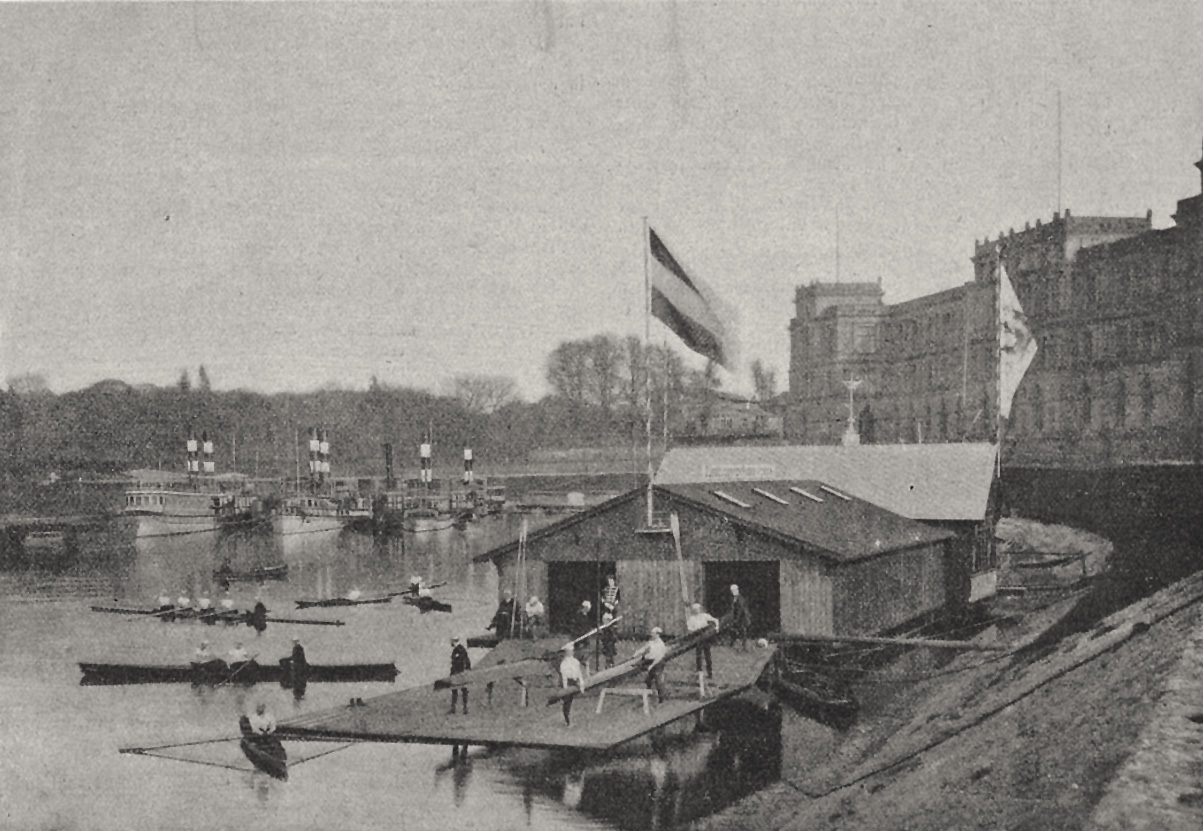
Sicherheitshafen, im Vordergrund das Bootshaus des Düsseldorfer Rudervereins, Foto vor 1897

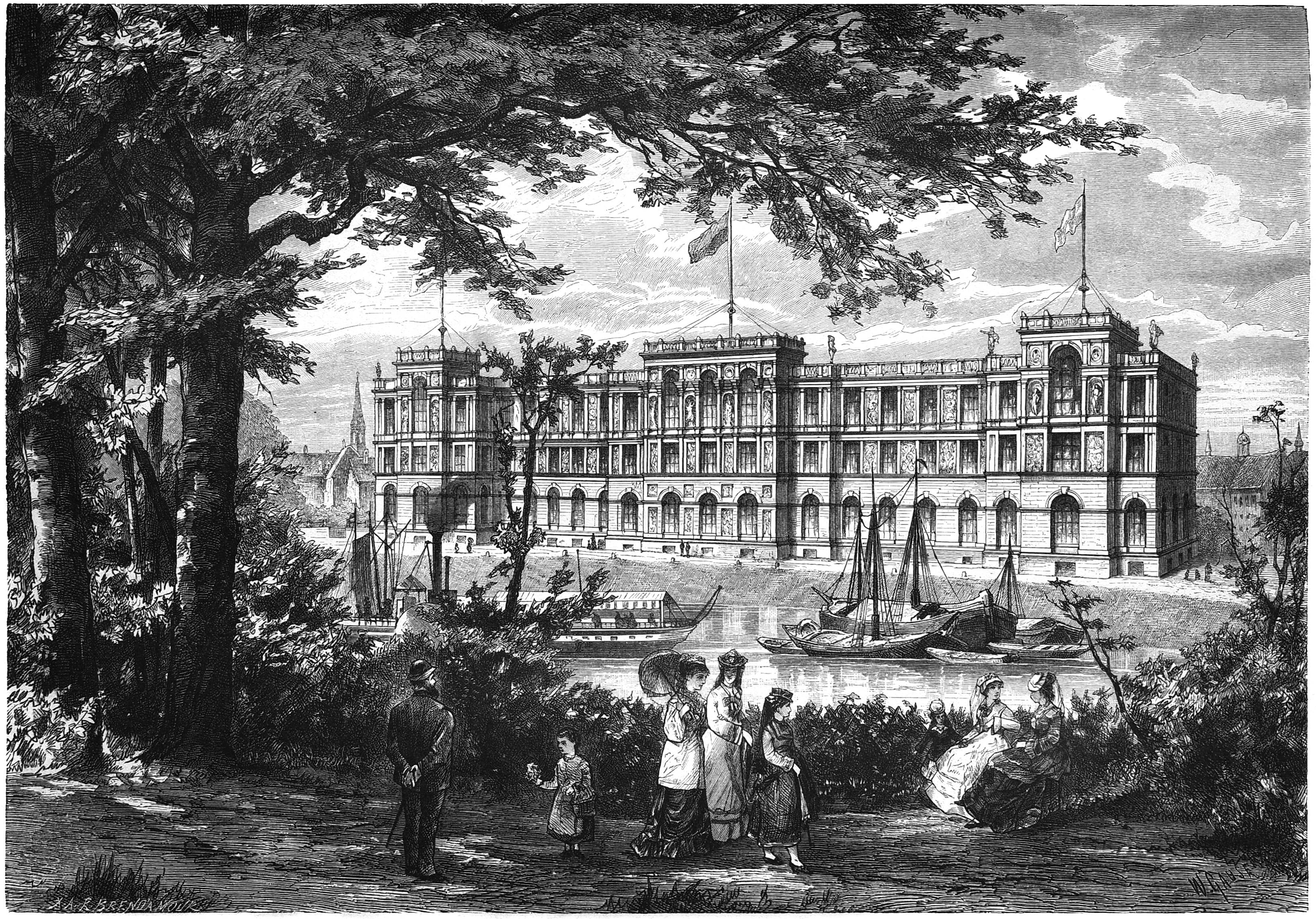
Blick vom Neuen Hofgarten auf den Sicherheitshafen und das neue Gebäude der Kunstakademie Düsseldorf, Illustration von Wilhelm Gause in der Zeitschrift Die Gartenlaube, 1879

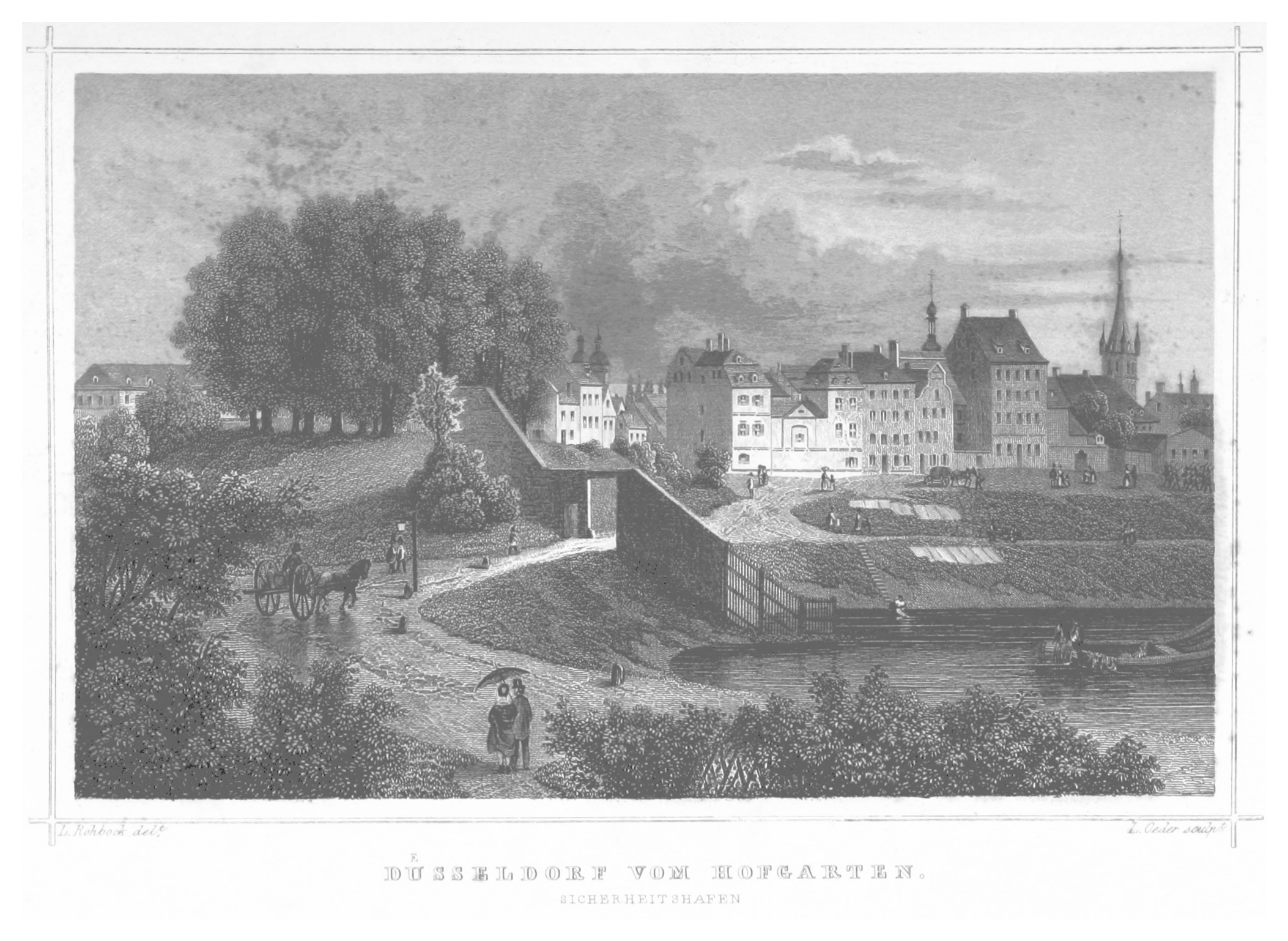
Blick auf den östlichen Teil des Sicherheitshafens, Illustration von Johann Poppel, 1852

Ansicht der Einfahrt des Sicherheitshafens am Düsseldorfer Rheinufer, Aquatinta von Johann Ludwig Bleuler, 1843

Der Sicherheitshafen, auch napoleonischer Hafen genannt, war ein Binnenhafen am Nordrand der Altstadt von Düsseldorf. Er diente der Rheinschifffahrt als Sicherheitshafen bei Unwettern, Niedrig- und Hochwasser und bei Eisgang.

## Planung
Noch bevor durch Artikel VI des Friedens von Lunéville zwischen dem Heiligen Römischen Reich und Frankreich am 9. Februar 1801 festgelegt wurde, dass die im Ersten Koalitionskrieg schwer demolierte Festung Düsseldorf nicht wiederhergestellt werden durfte, hatten Planer unter Johann Wilhelm von Hompesch zu Bolheim auf Wunsch des Landesherrn Maximilian ein städtebauliches Konzept für eine neue Nutzung des Festungsgeländes entwickelt. Dieses Konzept sah neben der Umgestaltung und Verschönerung der Stadt durch Esplanaden und von der Düssel gespeisten neuen Gewässern (Allee an der Landskrone, Stadtgraben, Neuer Hofgarten) auch die Anlage eines „Neuen Hafens“ am Rhein auf der Nordseite der Stadt vor. Dieser Hafen sollte den alten Sicherheitshafen ersetzen, der sich seit dem 16. Jahrhundert im Bereich von Rheinkran und Hafenstraße – zwischen Altstadt und Zitadelle – erstreckt hatte. Die technischen Planungen, die zum Bau der neuen Anlagen notwendig waren, entwickelten – seit dem 28. Januar 1802 in einer „Commission für die Leitung der Bebauungs-Angelegenheiten“ unter dem Hofrat Georg Arnold Jacobi – der Hofbaumeister Kaspar Anton Huschberger, der Ingenieur-Hauptmann F. H. von Douwe (auch van Douwen) und der Wasserbaumeister Christian Wilhelm G. Bauer. 1803/1804 trat zu diesem Planerteam der Gartenarchitekt Maximilian Friedrich Weyhe hinzu, der die Planungen in ein Schema des Englischen Landschaftsgartens einbettete. Die Planungen wurden fortgeführt, als Maximilian das Herzogtum Berg samt dessen Hauptstadt Düsseldorf 1806 an den französischen Kaiser Napoleon übertrug, der die Souveränität über das Territorium seinerseits an seinen Schwager Joachim Murat und 1809 an seinen minderjährigen Neffen Napoléon Louis Bonaparte weiterreichte. Als Napoleon, seit 1808 Regent des Großherzogtums Berg, die bergische Hauptstadt im November 1811 besichtigte, wurden ihm auch die Pläne zur städtebaulichen Umgestaltung Düsseldorfs vorgestellt. Darauf erließ er am 17. Dezember 1811 das sogenannte Verschönerungsdekret, das unter anderem den Bau des Sicherheitshafens binnen zweier Jahre verfügte, die dazu notwendigen Finanzmittel (aus der Grundsteuer des Großherzogtums Berg) bereitstellte und das Gelände an die Stadt Düsseldorf übertrug.

## Bau
Die Ausschachtungsarbeiten für das Hafenbecken nahmen „französische Galeerensklaven“ vor. Das Bodenmaterial, das beim Aushub des Hafenbeckens anfiel, nutzte Weyhe zu gartenarchitektonischen Geländemodellierungen. Außer dem Napoleonsberg in der Nähe der heutigen Inselstraße und dem Ananasberg an der Landskrone ließ er auch nahe dem Rheinufer auf der Nordseite des Hafenbeckens eine kleine Anhöhe aufschütten. Darauf legte er als Endpunkt einer das Hafenbecken flankierenden Allee ein Baumrondell an, das „Schöne Aussicht“ genannt wurde. Gleichzeitig wurde der Sicherheitshafen so in eine Grünplanung zur Erweiterung des Hofgartens bis an den Rhein eingefasst. Als das Großherzogtum Berg 1813 unterging, an seine Stelle vorübergehend das Generalgouvernement Berg trat und Düsseldorf ab 1815 Teil des Königreichs Preußen wurde, gingen die Arbeiten und Planungen weiter, so dass der Hafen bald danach eröffnet werden konnte und am 12. März 1822 eine Hafenordnung erhielt.
Um 1835 eröffnete eine städtische Badeanstalt im Sicherheitshafen (heute Rampe des Rheinufertunnels) für Militär- und auch für Privatpersonen. Der Hafen bot zunächst Platz für 50 Schiffe. 1839 wurde er vergrößert. Schon bald genügte jedoch auch diese Maßnahme nicht mehr den Anforderungen, so dass in der Mitte des 19. Jahrhunderts die Anlage eines zweiten Sicherheitshafens im Bereich der Golzheimer Insel in Betracht gezogen wurde.
Ab 1875 wurde auf der Südseite des Sicherheitshafens, am „Hafen Wall“ (heute Eiskellerstraße), das Gebäude der Kunstakademie Düsseldorf gebaut. 1881 ließ der Düsseldorfer Ruderverein dort ein gebrauchtes schwimmendes Bootshaus festmachen. 1883 wurde es nach Plänen des Architekten Hermann Görres durch einen größeren Neubau ersetzt, der u. a. eine Veranda und einen Gesellschaftsraum aufwies.

## Ende des Hafens

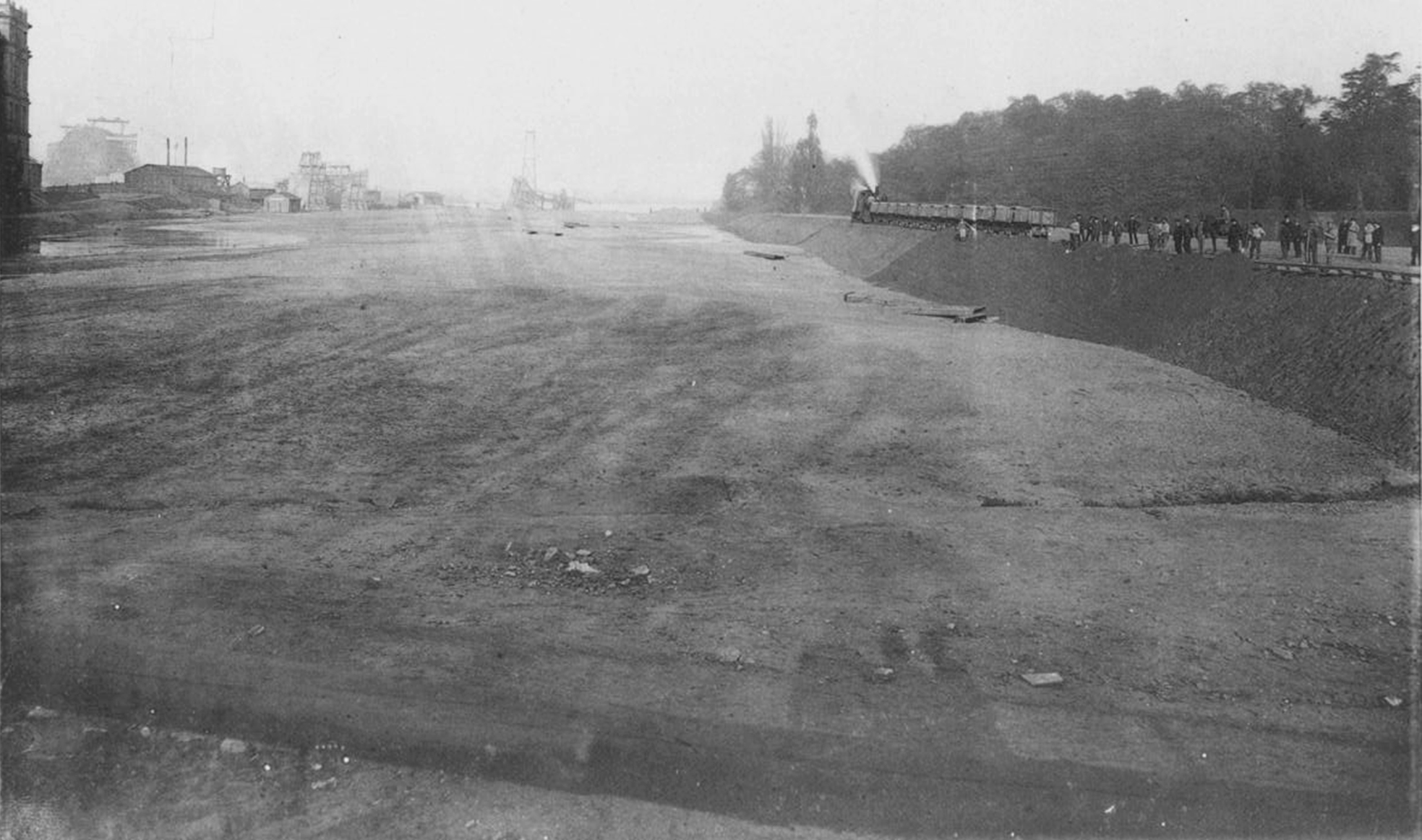
Zuschüttung des Sicherheitshafens im Sommer 1897

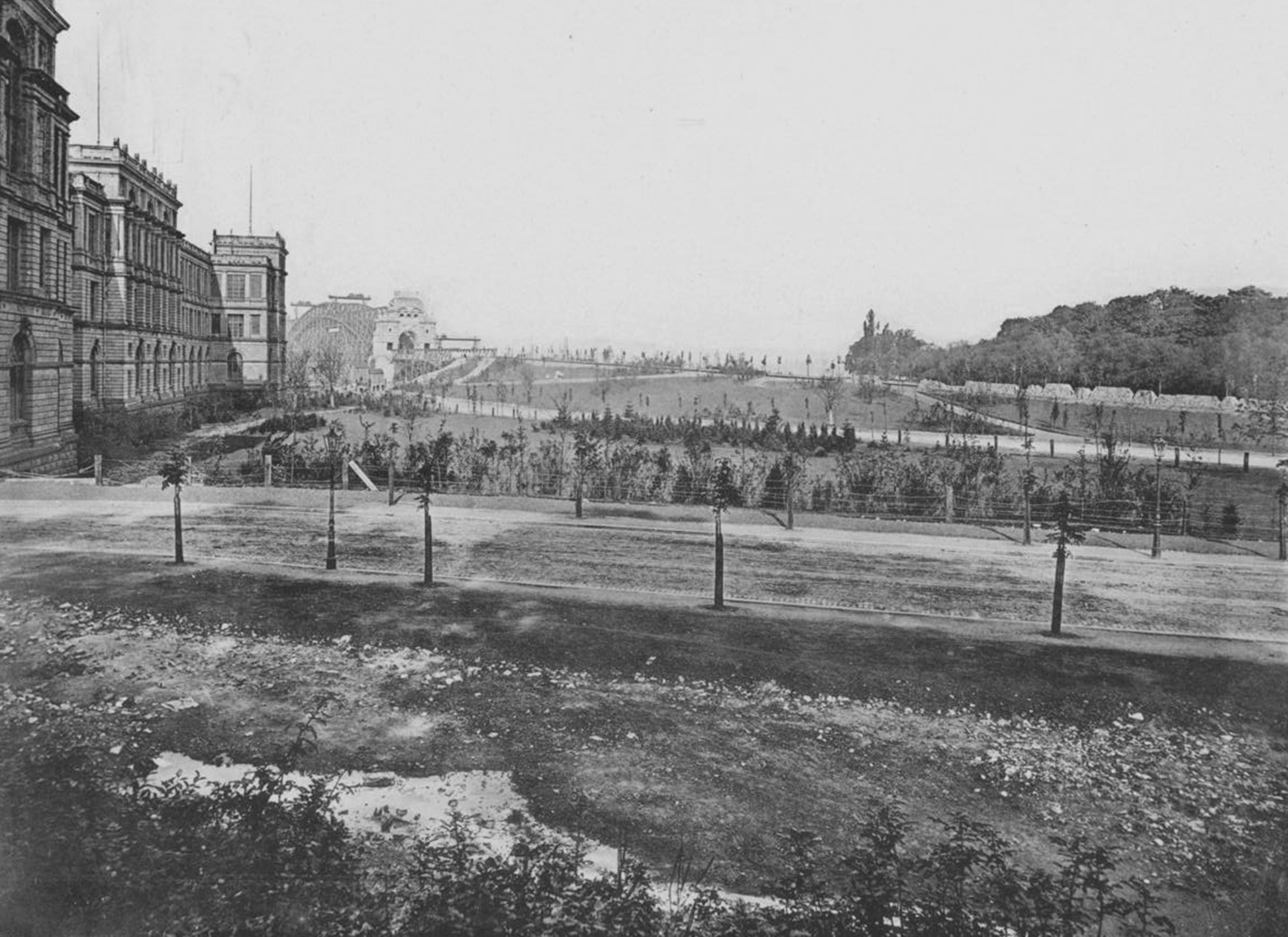
Gelände des ehemaligen Sicherheitshafens mit begrünter Brückenrampe der Oberkasseler Brücke, 1898

Bereits 1884/1885 sprachen sich die Stadtplaner Jean Geoffroy Conrath, Franz Andreas Meyer und Josef Stübben in einem Entwurf zu einem Bebauungsplan der Stadt Düsseldorf für den anderweitigen Ausbau von Häfen und Werften im Stadtgebiet aus und empfahlen als eine ihrer Ringstraßen einen „Rhein-Quai“ am Rheinufer und die Umwandlung des Sicherheitshafens in einen „Binnenteich“. Nachdem 1896 der Bau eines neuen Hafens auf der Lausward beschlossen worden war, wurde der Sicherheitshafen zugunsten der Errichtung einer festen Rheinbrücke aufgegeben; 1897 wurde er zugeschüttet. An seiner Stelle entstanden die östliche Brückenrampe der Oberkasseler Brücke und die Bendemannstraße, die nach Plänen von Franz Andreas Meyer in Grünanlagen eingefasst wurde. Die Straße war nach dem Maler und Kunstakademie-Direktor Eduard Bendemann benannt. Heute heißt sie Fritz-Roeber-Straße, nach dem Maler und Kunstakademie-Direktor Fritz Roeber. Zwischen 1969 und 1973 wurde wenige Meter stromaufwärts eine neue Brückenrampe für einen Brückenneubau errichtet. Auf dieser Brückenauffahrt wurde 1988 der U-Bahnhof Tonhalle/Ehrenhof dem Verkehr übergeben.

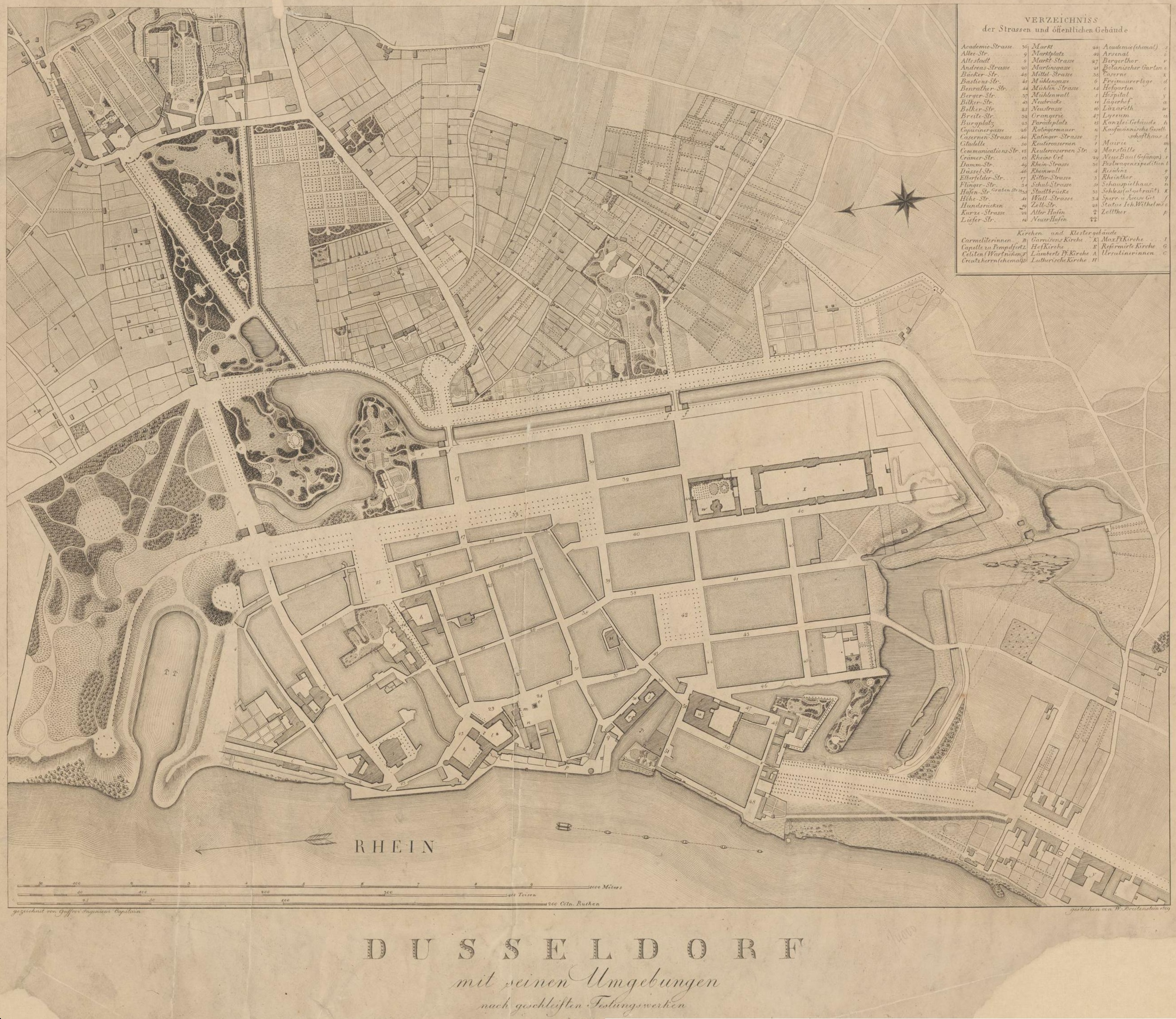
Projektierter Sicherheitshafen auf einem Stadtplan von 1809 (unten links)
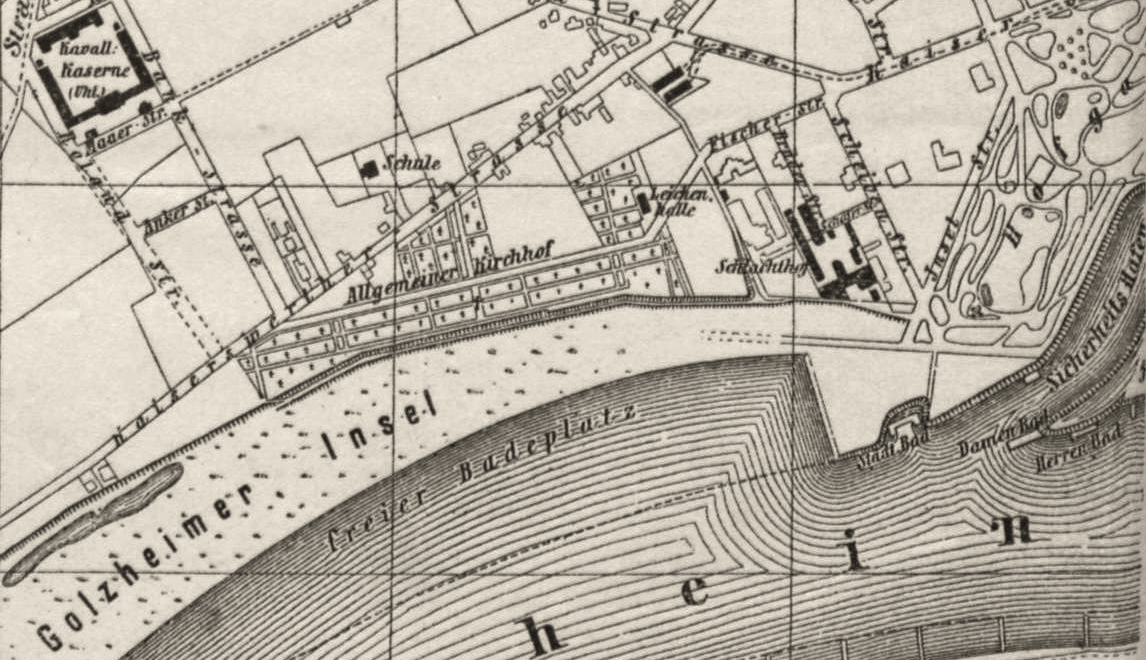
Darstellung des Sicherheitshafens (rechts) auf einem Ausschnitt einer Karte von 1888
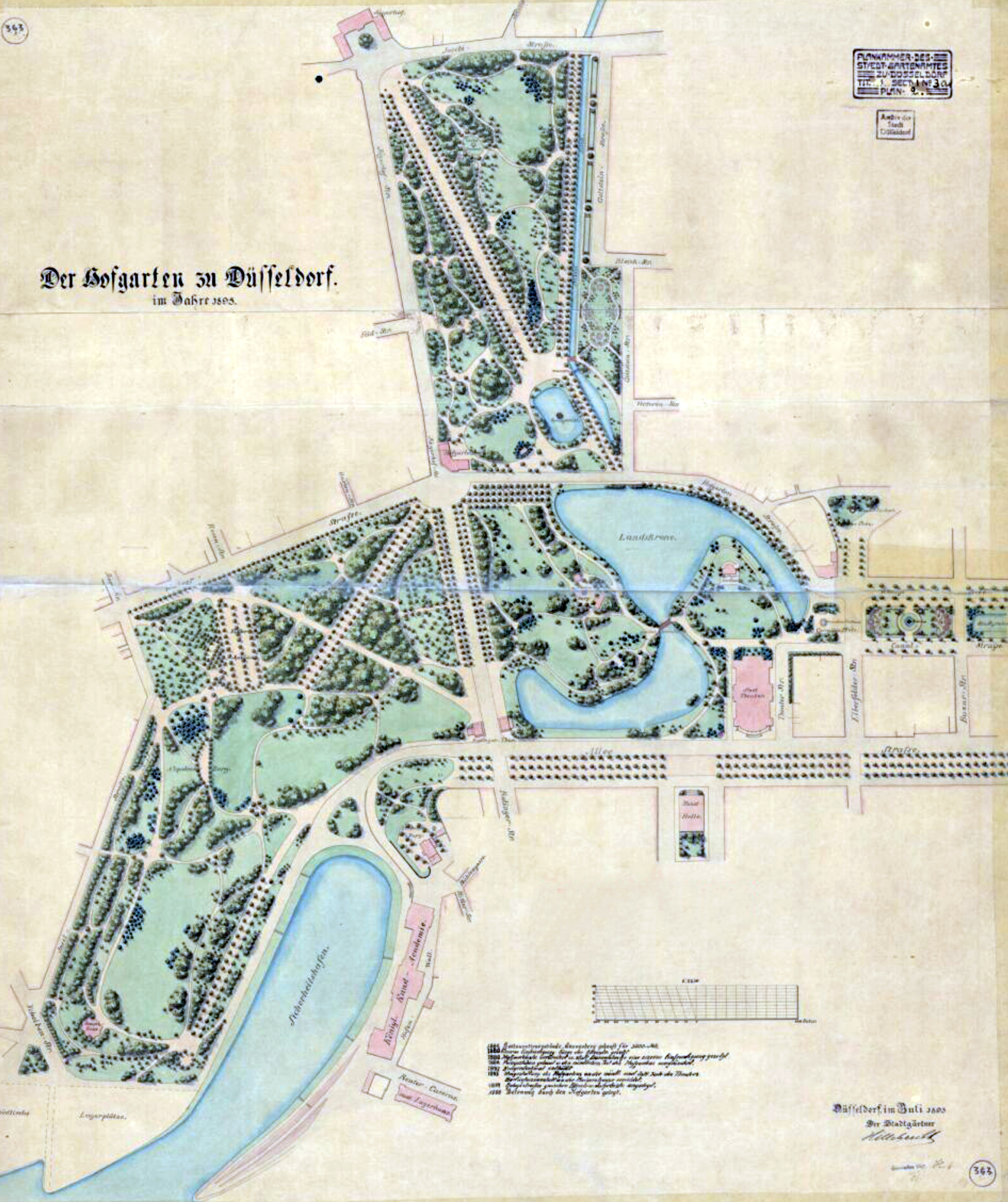
Hofgarten-Plan des Stadtgärtners Heinrich Hillebrecht, 1895 (Hafen unten links)
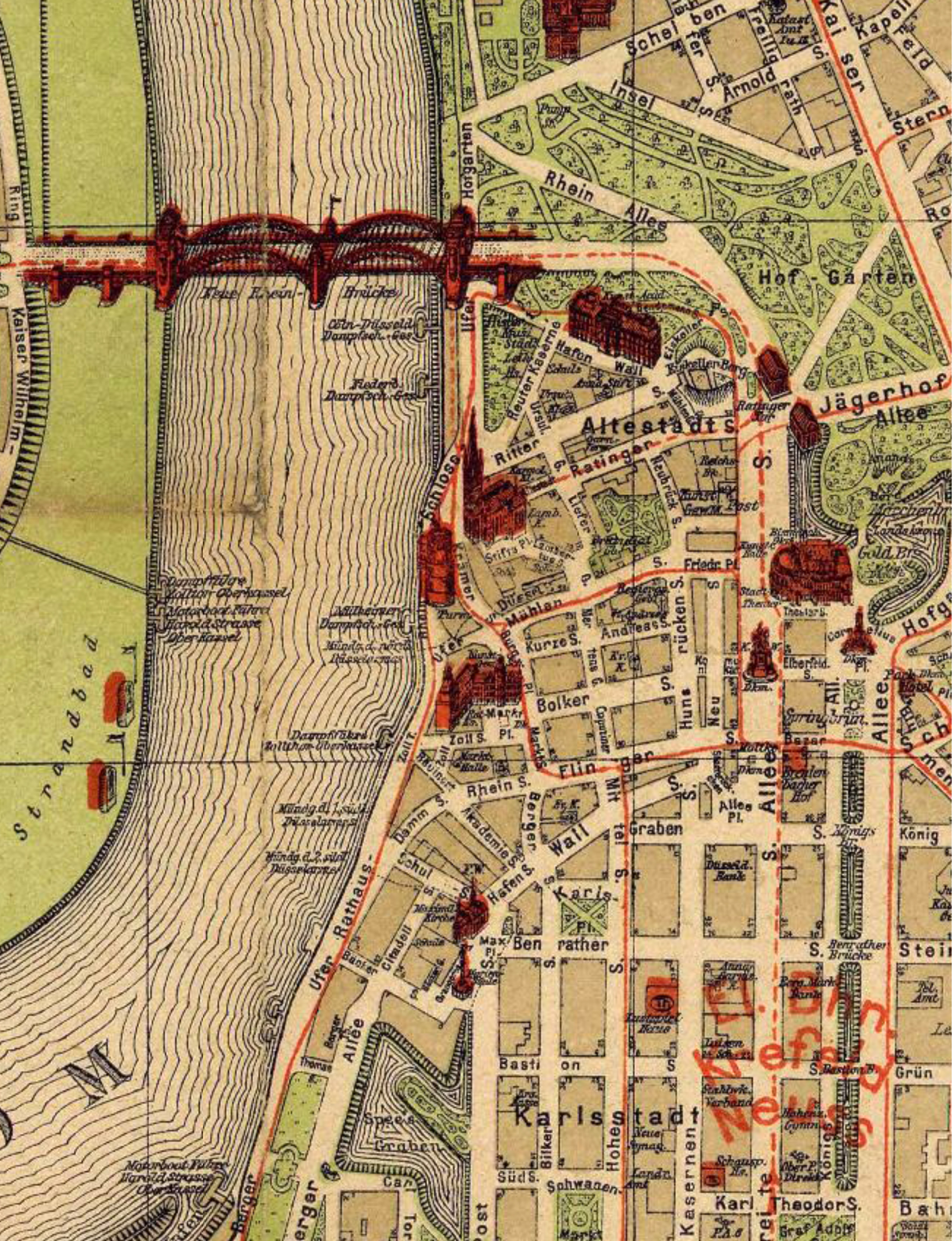
Darstellung der Umgestaltung nach dem Bau der Oberkasseler Brücke und deren Brückenrampe im Stadtplan Düsseldorf-Altstadt und Karlstadt, 1909 (Ausschnitt)